# Red.
Red. – polski kwartalnik literacki, powstały w roku 2006 w Brzegu. Zawieszony w roku 2013. Redaktorem naczelnym pisma jest Radosław Wiśniewski, zastępcą Sławomir Kuźnicki, a wydawcą Klub Integracji Twórczych „Stowarzyszenie Żywych Poetów”.  Jednym z założycieli pisma był Grzegorz Hetman, którym w latach 2006-2008 zajmował się w redakcji działem poetyckim i prowadził działalność krytycznoliteracką.
Do pierwszego numeru dołączono debiutancki zbiór wierszy Dawida Junga 312685 powodów (ISBN 83-918846-2-7), do drugiego tomik Karola Maliszewskiego Zdania na wypadek. Wiersze zebrane (ISBN 83-918846-4-3), do trzeciego Skraj Dariusza Adamowskiego, do numeru 4–5 Kuby Niklasińskiego Proste piosenki o mieszanych uczuciach, a do numeru szóstego Tomasza Pietrzaka Stany skupienia (ISBN 978-83-918846-8-3).